# Cmentarz żydowski w Goleniowie
Cmentarz żydowski w Goleniowie – został założony najprawdopodobniej w XIX wieku i uległ zniszczeniu w okresie III Rzeszy. Na jego miejscu znajduje się obecnie Park XXX-lecia. Nic nie przypomina o cmentarnym charakterze miejsca.